# Командир відділення

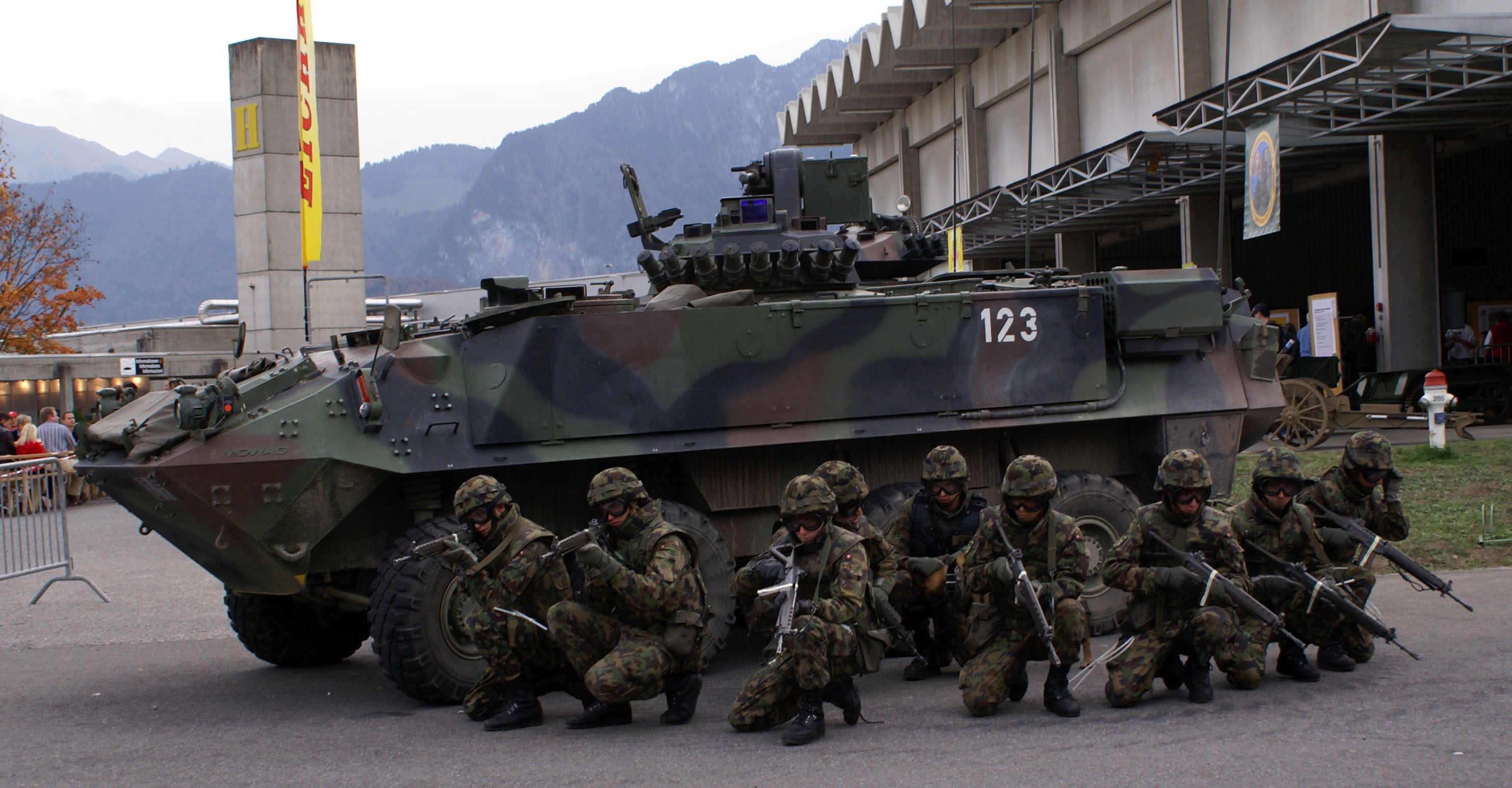
Піхотне відділення швейцарської армії біля бронемашини MOWAG Piranha

Команди́р відді́лення — найнижча посадова особа в Сухопутних військах Збройних Сил багатьох країн, яка здійснює командування відділенням — підрозділом у кількості від 3 до 15 чоловік. Як правило, укомплектовується сержантами строкової служби та служби за контрактом.
Посада існує в механізованих, мотострілецьких, піхотних, повітряно-десантних, аеромобільних, розвідувальних та інших родах військ та служб.
Військове звання (молодший сержант або сержант) залежить від організаційно-штатної структури та призначення частини або підрозділу.
Командир відділення — командир бойової машини — різновид командира відділення, до складу якого входить бойова машина піхоти, бойова машина десанту або бронетранспортер.
Перші згадки про призначення посадової особи для управління найменшою одиницею військового бойового порядку ведуть свою історію ще з часів Стародавніх Єгипту, Китаю, Греції, та Риму.
Наприклад, у військовій ієрархії Візантійської імперії роль найменшого військового начальника, прототипу сучасного командира відділення виконував декарх (лат. dekarhos) — молодший командир ромейського війська; під його керівництвом знаходилося 10 воїнів (лат. dekarhia).
Сучасні посадові обов'язки командира відділення в механізованих та аеромобільних військах Збройних Сил України мають наступні вимоги.
Командир відділення у мирний і воєнний час відповідає за успішне виконання відділенням бойових завдань, навчання, виховання, військову дисципліну, морально-психологічний стан, стройову підготовку й фізичну витривалість, охайний вигляд підлеглих, правильну експлуатацію, зберігання озброєння, техніки, спорядження та за утримання їх у належному стані.
Командир відділення підпорядковується командирові взводу та його заступникові і є безпосереднім начальником особового складу відділення.
Командир відділення зобов'язаний:
1. підтримувати особовий склад, озброєння, техніку в постійній готовності до бойового застосування;
2. навчати й виховувати особовий склад відділення, проводити тренування, спрямовані на поліпшення стройової виправки та посилення фізичної витривалості;
3. знати тактику дій відділення в різних видах бою, вміло командувати під час виконання бойових завдань;
4. досконало знати й вміло володіти зброєю і технікою відділення, забезпечувати їх правильне зберігання й експлуатацію;
5. постійно вдосконалювати знання за фахом і методичні навички, своєю поведінкою та старанністю подавати підлеглим приклад зразкового виконання військового обов'язку;
6. дбати про підлеглих, ставитися до них з повагою, знати їх потреби, вимагати від них додержання військової дисципліни;
7. знати військове звання, прізвище, ім'я та по батькові кожного підлеглого, день народження, віросповідання, особисті якості й захоплення, рід занять перед військовою службою, родинний стан, успіхи й недоліки у службі;
8. виховувати особовий склад відділення в дусі поваги до служби і свого фаху, бережливого ставлення до озброєння, техніки та майна;
9. проводити ранковий огляд особового складу відділення;
10. стежити за виконанням розпорядку дня, чистотою і внутрішнім порядком у відділенні, охайністю, справністю обмундирування і взуття підлеглих, їх своєчасним ремонтом і просушуванням, правильним припасуванням спорядження, додержанням підлеглими правил особистої гігієни і носіння військової форми одягу, правил безпеки під час користування зброєю і технікою, її обслуговування і бойового застосування;
11. перевіряти, щоб після занять, стрільб, навчань у підлеглих не залишалося боєприпасів, гранат, запалів, вибухових речовин;
12. щоденно оглядати та постійно утримувати в порядку та справності озброєння, техніку і майно відділення, стежити за їх наявністю;
13. своєчасно доповідати заступникові командира взводу про захворювання, скарги й прохання підлеглих, заохочення та провини, а також про накладені стягнення та випадки втрати чи несправності озброєння, техніки та інших матеріальних засобів;
14. постійно знати, де перебувають і що роблять підлеглі.

У ході ведення бойових дій командир відділення зобов'язаний:
- підтримувати бойову готовність та високу злагодженість відділення для ведення бою, знати моральні, ділові якості своїх підлеглих;
- уміло командувати відділенням в бою і наполегливо добиватися виконання поставленого завдання;
- бути для підлеглих прикладом активності, хоробрості, витривалості та розпорядливості, особливо у важкі хвилини бою;
- постійно виявляти турботу про своїх підлеглих, про забезпечення їх усім необхідним для успішного ведення бою;
- уміло використовувати прилади спостереження, особисто вести спостереження за противником, сигналами командира взводу і діями сусідів; при наявності дублюючого пульта управління в необхідних випадках вести вогонь по цілях із озброєння бойової машини піхоти (БМД);
- уміло підготовляти до роботи засоби зв'язку та працювати на них; постійно підтримувати зв'язок з командиром взводу;
- уміти проводити вивірку та приводити зброю до нормального бою, керувати бойовою машиною піхоти (БМД, БТР), вести влучний вогонь із зброї відділення, озброєння бойової машини піхоти (БМД, БТР), орієнтуватися на будь-якій місцевості, користуватися навігаційною апаратурою та топографічною картою, визначати положення цілей, наносити їх на карту (схему), передавати одержані дані командиру взводу;
- знати і утримувати справними бойову машину піхоти (БМД, БТР) та озброєння, своєчасно організовувати їх технічне обслуговування, а у випадку пошкодження доповісти командиру взводу і організувати ремонт;
- слідкувати за витрачанням боєприпасів і пального, доповідати командиру взводу про витрачання 0,5 і 0,75 носимого (возимого) запасу боєприпасів і заправлення пальним, вживати заходів щодо їх поповнення; недоторканний запас матеріальних засобів витрачати тільки за дозволом командира взводу.